# Malcolm Merlyn
Merlyn, alter ego di Arthur King, noto anche come Black Archer, è un personaggio immaginario dei fumetti della DC Comics. È un supercriminale nemico di Freccia Verde.

## Biografia
Merlyn divenne un eccezionale arciere, molto prima che la fama di Freccia Verde si diffondesse; saputo dell'esistenza del rivale, decise di sfidarlo pubblicamente sotto il nome di Black Archer, riuscendo a sconfiggerlo; dopo l'accaduto sparisce. Ritorna dopo alcuni anni come membro della Lega degli assassini, gli viene commissionato l'omicidio di Batman, e cerca di ucciderlo con una freccia, ma Freccia Verde riesce a deviare il colpo con un'altra freccia, e Merlyn riconosce che l'eroe ha superato il suo livello. Merlyn scappa e abbandona la Lega degli Assassini, per diventare un assassino freelance.
In seguito il supercriminale riappare in diversi albi a fumetti rivestendo però dei ruoli minori. Apparentemente, Merlyn è una delle persone che ha contribuito all'addestramento e alla formazione di Cassandra Cain e Damian Wayne.
Merlyn in seguito viene catturato dal vigilante Cupid, una donna mentalmente instabile, che cerca di impressionare Freccia Verde uccidendo il criminale, Cupid gli taglia la gola, ma Freccia Verde riesce a salvarlo, anche se Merlyn non potrà più parlare.
Successivamente lo si vedrà a Nanda Parbat affrontare il suo rivale di sempre Freccia Verde.

### The New 52
In questo reboot il figlio di Merlyn è l'arciere oscuro: Tommy Merlyn è un amico di Oliver Queen. Durante un sequestro in una piattaforma petrolifera nell'Oceano Pacifico per opera di Iron Eagle, Tommy è un ostaggio e viene coinvolto in un'esplosione a cui sopravvive, ma la cosa segna l'uomo facendolo diventare un criminale.

## Poteri e abilità
Merlyn è uno dei migliori arcieri al mondo; le sue capacità sono paragonabili a quelle di Freccia Verde. Come Oliver Queen ha un'infallibile precisione con l'arco ed è un abilissimo spadaccino perciò anche se non possiede superpoteri, è in grado di compiere azioni straordinarie. Inoltre è abilissimo anche nel combattimento corpo a corpo. È abile pure nell'uso di armi da fuoco, dimostrando di avere una buona precisione come cecchino. Proprio come Freccia Verde anche lui ha usato delle frecce gadget, inoltre possiede un jet pack montato sulla faretra.

## Altri media
- Merlyn appare in un episodio delle serie animata Justice League Unlimited.
- Nella nona stagione della serie televisiva Smallville, Oliver Queen affronta il suo maestro Vordigan, interpretato da Steve Bacic. Il personaggio è palesemente ispirato a Merlyn.

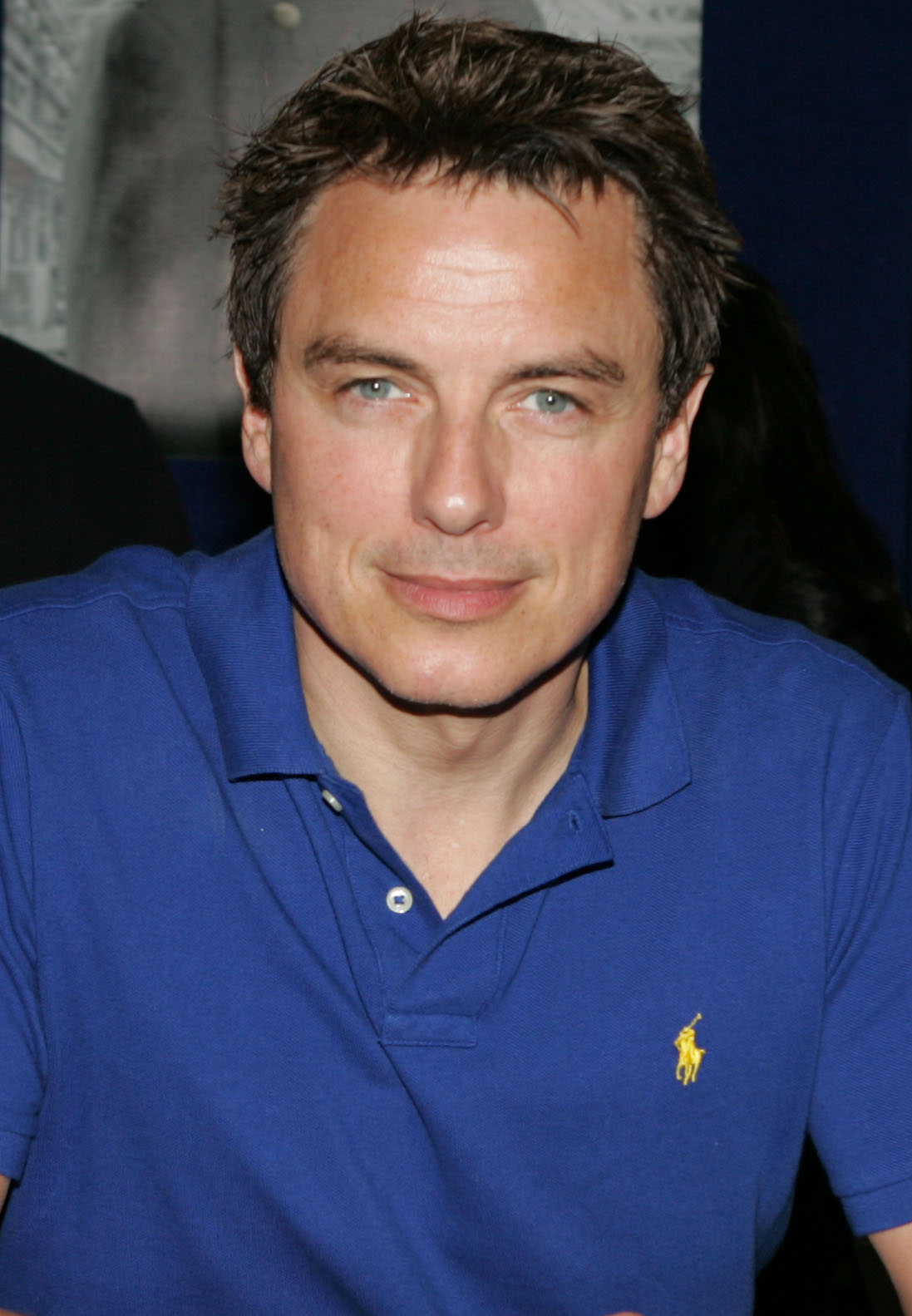
John Barrowman, interpreta Merlyn nella serie televisiva Arrow.

- Nella serie televisiva Arrow, Merlyn è interpretato da John Barrowman, ed è uno dei nemici principali di Oliver Queen, nonché principale antagonista della prima stagione. Nella serie il suo nome per intero è Malcolm Merlyn ed è il capofamiglia di quella che è probabilmente la famiglia più ricca di Starling City, è sposato e ha un figlio di nome Tommy. Dopo la morte della moglie per opera di un criminale della città, Brick, decide di distruggere (tramite dei dispositivi in grado di provocare potenti scosse sismiche) il disagiato quartiere di Starling City dove avvenne la tragedia, in modo da poterlo poi riedificare grazie alla sua fortuna e fare in modo che in esso la criminalità organizzata non riesca più ad avere il controllo, anche se ciò vorrà dire ucciderne tutti gli abitanti. Dopo essersi addestrato sotto la guida di Ra's al Ghul nella città di Nanda Parbat si trasforma in un formidabile assassino; abilissimo nell'uso dell'arco come anche della spada e nel combattimento corpo a corpo. Nella lega lui è conosciuto con il nome di Al Sa-Her, ovvero "il mago". Oliver lo affronta nel finale della prima stagione, dove riesce a sconfiggerlo uccidendolo apparentemente. Purtroppo, anche se uno dei dispositivi in grado di creare onde sismiche viene localizzato e spento grazie all'intervento della squadra di Oliver, e questo attenua di molto i danni causati dalla vendetta di Merlyn alla città, ci sono comunque moltissime vittime innocenti, questo perché all'insaputa di tutti i dispositivi erano non uno, ma due. A causa del terremoto che egli provoca, perde il suo stesso figlio Tommy, che muore accidentalmente schiacciato dalle macerie per poter salvare la sua fidanzata Laurel. Malcolm tornerà nella seconda stagione, infatti è sopravvissuto al duello con Oliver, però decide di muoversi nell'ombra perché la Lega degli Assassini lo vuole morto a causa del fatto che ha violato le loro regole. Inoltre Malcolm scopre che la sorella minore di Oliver, Thea, in realtà è sua figlia, avuta da una relazione con la loro madre, Moira, poco dopo la morte della moglie, alle spalle del marito Robert. Nonostante le iniziali ostilità, Malcolm e Thea imparano a volersi bene, inoltre addestra la figlia facendo di lei un'ottima combattente. Tuttavia il loro rapporto si incrina quando si scopre che Malcolm ha manipolato Thea affinché uccidesse Black Canary/Sarah Lance; sapendo che Oliver non può permettersi di rivelarlo perché la Lega degli Assassini (e soprattutto Nissa al Ghul, l'amante di Sarah) vuole la morte del colpevole, organizza gli eventi affinché Oliver si autoaccusi e si batta contro Ra's al Ghul, che lo vince facilmente; ma quando scopre che Oliver non è morto, il vecchio leader della Lega lo vuole come suo successore; Malcolm addestra quindi Oliver per fargli apprendere lo stile di Ra's e riuscire a ucciderlo; in cambio, Oliver cede a Malcolm l'anello simbolo del comando sulla Lega alla fine della terza stagione. Nella quarta Malcolm ricompare salltuariamente prima che Nissa inizi una guerra intestina tra assassini; Oliver si intromette, lo sfida per conto di Nissa (Ra's lo aveva sposato alla figlia) e gli taglia la mano con l'anello, che andrà a Nissa; in seguito Malcolm si allea con Damien Darhk, abbandonandolo quando il team Arrow riesce a sabotare il suo piano. Ritorna in alcuni episodi della quinta stagione, al termine della quale muore nell'isola Lian-Yu in un'esplosione che avrebbe dovuto uccidere la figlia Thea dopo aver innescato una mina. Morendo al suo posto farà capire alla figlia di avergli sempre voluto bene da quand'è nata. Riappare in Legends of Tomorrow, come versione passata di Merlyn, rimossa dalla linea temporale da Eobard Thawne/Anti-Flash e Damien Darhk, affinché faccia parte insieme con loro della Legione del Destino. Lui accetta, deciso a trovare la Lancia del Destino per cambiare il futuro in cui sarebbe morto.
- L'attore John Barrowman e la sorella Carole hanno sceneggiato una breve serie a fumetti su Malcolm Merlyn, ambientata nell'intervallo tra le stagioni 3 e 4; in essa si rivela il passato di Merlyn, il suo legame con una donna che diventò la concubina di Ra's al Ghul e madre di Nissa, l'esistenza di un fratellastro di Nissa figlio di Malcolm, e il suo vero nome: Arthur King, ricco affrista e collezionista britannico. Alla fine della serie l'uomo cambia nome, si stabilisce a Starling e conosce la futura moglie Rebecca.